# Peridotit

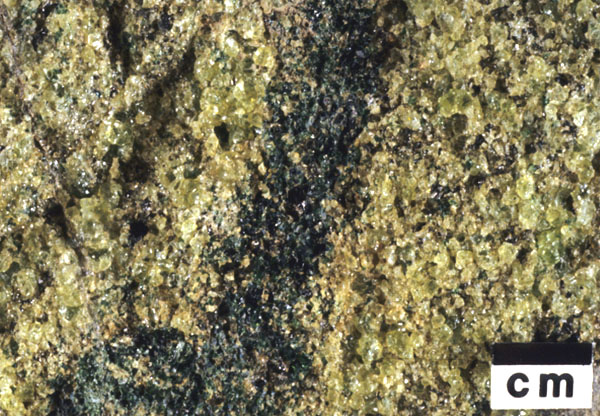
Peridotit från San Carlos, sydvästra USA

Peridotit är en tung, mörk, ultrabasisk intrusivbergart som bildas genom att het smälta kristalliseras när den tränger upp från de undre delarna av jordskorpan eller manteln därunder. 

## Egenskaper
Peridotit består till största delen av olivin och pyroxen samt glimmer och hornblände. Den är en ultrabasisk bergart med en speciell förmåga att binda koldioxid.
I vittrat tillstånd är den grönaktig och mjuk och omvandlas till serpentinit. 

## Förekomst
Peridotit förekommer någorlunda vanligt i Oman men kan också hittas i vissa fjällmassiv i Sverige där den är rik på krom, vilket utnyttjades bl. a. under andra världskriget för utvinning av denna metall. I Sydafrika är diamantfyndigheter knutna till peridotiter.